# Ronald Scobie

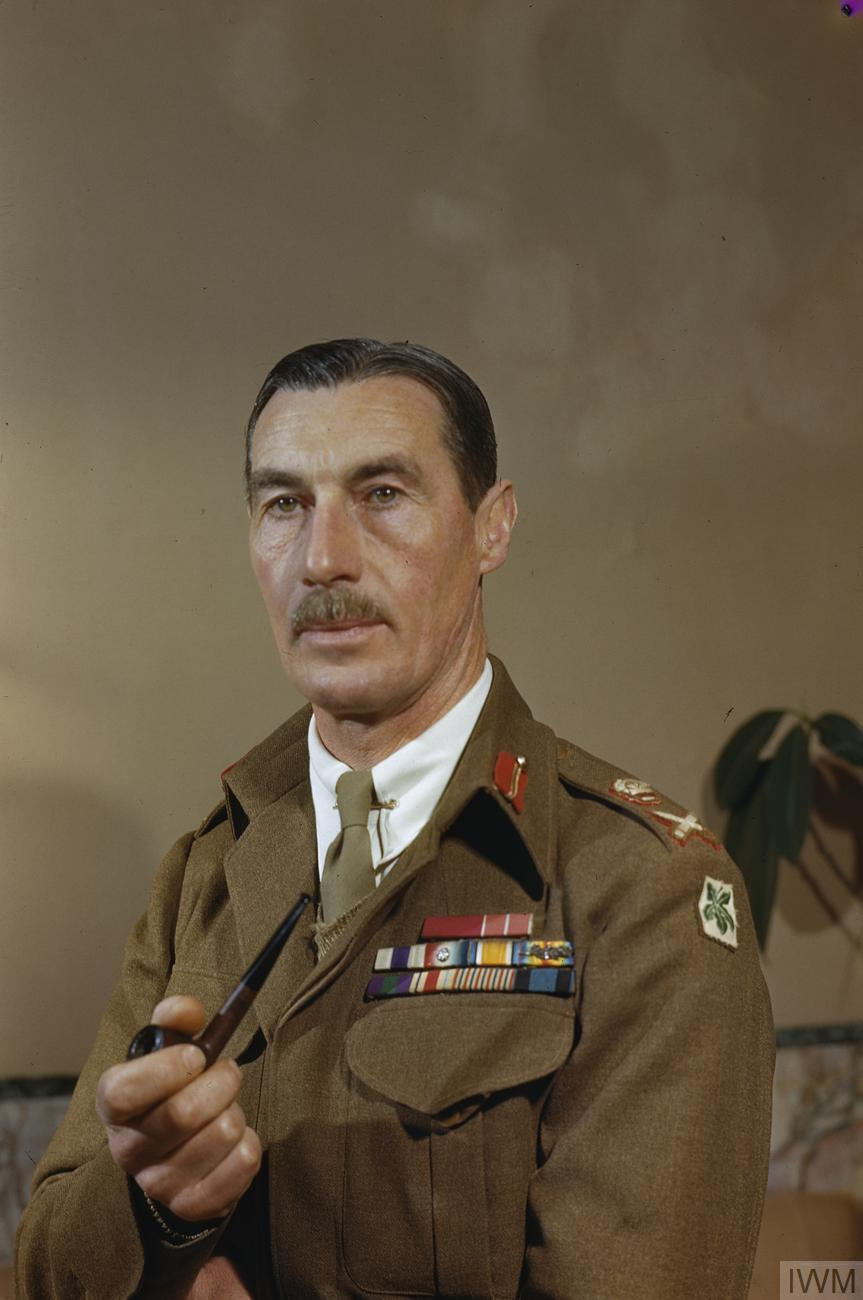
Ronald Scobie in Athen, ca. 1944

Sir Ronald MacKenzie Scobie KBE, CB, DSO, MC (* 8. Juni 1893 in Mandalay, Britisch-Burma; † 23. Februar 1969 in Odiham, Hampshire) war ein britischer Heeresoffizier, zuletzt Lieutenant-General, der am bekanntesten für seine Rolle bei der Verteidigung Tobruks im Zweiten Weltkrieg und als Oberbefehlshaber der britischen Truppen in Griechenland von 1944 bis 1946 ist.

## Leben
Scobie wurde am Cheltenham College und der Royal Military Academy Woolwich ausgebildet. 1914 spielte er dreimal für die schottische Rugby-Nationalmannschaft. Im Ersten Weltkrieg diente er bei den Royal Engineers an der Westfront, zuletzt als Brigademajor. Von 1920 bis 1924 war er Offizier in der Company of Gentlemen Cadets in Woolwich. Er absolvierte den Kurs am Staff College Camberley und später am Imperial Defence College. Von 1927 bis 1931 diente er beim Aldershot Command, zuletzt als Brigademajor der 5. Infanteriebrigade. Von 1932 bis 1935 hielt er sich in Australien auf, wo er am Royal Military College of Australia tätig war.
Ab Januar 1938 diente Scobie als Assistant Adjutant-General im Londoner War Office. Beim Ausbruch des Zweiten Weltkriegs wurde er zum Deputy Director of Mobilization ernannt. Im Mai 1940 wurde er in den Nahen Osten versetzt, wo er Deputy Adjutant-General beim Middle East Command war. Im August desselben Jahres wurde er Brigadier General Staff bei den britischen Truppen im Sudan, was er bis Mitte Oktober 1941 blieb. Er erhielt anschließend den Befehl über die 70th Infantry Division, die zu dieser Zeit von der Royal Navy nach Tobruk transportiert wurde, um die bisherige australische Garnison abzulösen. Er wurde zugleich zum Kommandanten der Festung ernannt, die seit April 1941 von deutsch-italienischen Truppen (Panzergruppe Afrika) belagert wurde. Anfang Dezember 1941 zogen sich die Truppen der Achsenmächte vor den Angriffen der Eighth Army unter Neil Ritchie im Zuge der Operation Crusader zurück und die Garnison erhielt endlich Entsatz, was auch durch Ausbruchsversuche von Scobies Truppen begünstigt wurde.
Im Februar 1942 kehrte Scobie, nachdem seine Division nach Syrien abgezogen worden war, auf seinen alten Posten als Deputy Adjutant-General beim Middle East Command zurück. Im August 1942 wurde er General Officer Commanding der auf Malta stationierten Truppen. Ab März 1943 diente er als Chef des Generalstabs des Middle East Command unter Henry Wilson und dessen Nachfolger Bernard Paget.
Im September 1944 wurde von den griechischen Widerstandsgruppen EDES und ELAS sowie den Briten im Hauptquartier des Allied Force Headquarters die Vereinbarung von Caserta getroffen, die die Besatzung Griechenlands durch britische Truppen vorsah und den Briten den Oberbefehl über alle griechischen Partisanengruppen einräumte. Scobie wurde von seiner Regierung zum Kommandeur der Besatzungstruppen ernannt, die wenig später auf dem Peloponnes landeten und im Oktober 1944 Athen erreichten. Hier kam es im Dezember 1944 zur Machtprobe der rivalisierenden Gruppen des späteren Griechischen Bürgerkriegs in der Schlacht um Athen, bei der die Briten die Truppen der zurückgekehrten Regierung gegen die pro-kommunistische EAM-ELAS unterstützten. Erst um Mitternacht des 15. Januar trat ein Waffenstillstand in Kraft. Im Abkommen von Varkiza vom Februar 1945 musste die EAM-ELAS ihrer Entwaffnung zustimmen.
Scobie blieb bis 1946 in Griechenland, dem Jahr, in dem der Bürgerkrieg offen ausbrach. Er nahm im folgenden Jahr im Ehrenrang eines Lieutenant-General seinen Abschied aus dem aktiven Dienst. Im Ruhestand war er Lieutenant of the Tower of London (1951–1954) und Colonel Commandant der Royal Engineers (1951–1958).